# ساشا دیکیان
ساشا دیکیان ( انگلیسی: Sascha Dikiciyan؛ به صورت حرفه‌ای شناخته‌شده تحت عنوان (انگلیسی: Sonic Mayhem) زادهٔ ۱۹۷۰) تهیه‌کننده موسیقی بازی ویدئویی در ژانر موسیقی رقص الکترونیک ارمنی‌تبار اهل آلمان است. وی از سال ۱۹۹۳ میلادی تاکنون مشغول فعالیت بوده‌است.

## زندگی‌نامه
وی در ۱۹۷۰ در اشتوتگارت به دنیا آمد .

## آثار
| بازی‌های ویدیویی                      | بازی‌های ویدیویی | بازی‌های ویدیویی                                                                            | بازی‌های ویدیویی                                                                               |
| عنوان                                | سال             | سیستم                                                                                      | توضیحات                                                                                       |
| ------------------------------------ | --------------- | ------------------------------------------------------------------------------------------ | --------------------------------------------------------------------------------------------- |
| Quake: Methods of Destruction        | ۱۹۹۶            | رایانه شخصی                                                                                | موسیقی متن جایگزین برای Quake                                                                 |
| لرزش ۲                               | ۱۹۹۷            | رایانه شخصی، پلی‌استیشن                                                                     | همراه بیل براون و Jer Sypult، همچنین ساخت موسیقی expansion packs, Ground Zero & The Reckoning |
| آنریل                                | ۱۹۹۸            | رایانه شخصی، مک                                                                            | جلوه‌های صوتی                                                                                  |
| آنریل تورنومنت                       | ۱۹۹۹            | رایانه شخصی، پلی‌استیشن ۲                                                                   |                                                                                               |
| فردا هرگز نمی‌میرد                    | ۱۹۹۹            | پلی‌استیشن                                                                                  | همراه تامی تالاریکو, Howard Ulyate, و تاد دنیس.                                               |
| Quake III Arena                      | ۱۹۹۹            | رایانه شخصی، پلی‌استیشن ۲, ایکس‌باکس ۳۶۰                                                     | همراه بیل لیب                                                                                 |
| خیزش ماشین‌ها                         | ۲۰۰۳            | پلی‌استیشن ۲, ایکس‌باکس، گیم بوی ادونس، تلفن‌های همراه                                        |                                                                                               |
| اسپلینتر سل تام کلنسی: مأمور دوجانبه | ۲۰۰۶            | گیم‌کیوب، رایانه شخصی، پلی‌استیشن ۲, پلی‌استیشن ۳, ایکس‌باکس، ایکس‌باکس ۳۶۰, وی                 | تنها موضوع اصلی, همراه مایکل مک‌کان                                                            |
| Battlezone PSP                       | ۲۰۰۶            | پلی‌استیشن همراه                                                                            |                                                                                               |
| Dark Messiah                         | ۲۰۰۶            | رایانه شخصی، ایکس‌باکس ۳۶۰                                                                  |                                                                                               |
| en:SpyHunter: Nowhere to Run         | ۲۰۰۶            | پلی‌استیشن ۲, ایکس‌باکس                                                                      | همراه کایل ریچاردز و کریس ولاسکو                                                              |
| TMNT                                 | ۲۰۰۷            | گیم‌کیوب، رایانه شخصی، پلی‌استیشن ۲، پلی‌استیشن همراه، وی، ایکس‌باکس ۳۶۰                       |                                                                                               |
| en:John Woo's Stranglehold           | ۲۰۰۷            | رایانه شخصی، پلی‌استیشن ۳، ایکس‌باکس ۳۶۰                                                     | همراه جیم بانی، جیمی کریستوفرسن و سرژ تانکیان.                                                |
| en:Beowulf: The Game                 | ۲۰۰۸            | رایانه شخصی، پلی‌استیشن ۳، ایکس‌باکس ۳۶۰، پلی‌استیشن همراه                                    |                                                                                               |
| G.I. Joe: The Rise of Cobra          | ۲۰۰۸            | پلی‌استیشن ۲، پلی‌استیشن ۳، وی، ایکس‌باکس ۳۶۰، تلفن همراه، نینتندو دی‌اس، پلی‌استیشن همراه      |                                                                                               |
| پروتوتایپ                            | ۲۰۰۹            | رایانه شخصی، پلی‌استیشن ۳، پلی‌استیشن ۴، ایکس‌باکس ۳۶۰، ایکس‌باکس وان                          |                                                                                               |
| مورتال کامبت در برابر دنیای دی‌سی     | ۲۰۰۹            | پلی‌استیشن ۳، ایکس‌باکس ۳۶۰                                                                  | همراه various others.                                                                         |
| سرزمین‌های مرزی                       | ۲۰۰۹            | رایانه شخصی، پلی‌استیشن ۳، ایکس‌باکس ۳۶۰                                                     | همراه Raison Varner و جسپر کید.                                                               |
| تأثیر فراگیر ۲                       | ۲۰۱۰            | رایانه شخصی، ایکس‌باکس ۳۶۰                                                                  | ساخت موسیقی متن برای DLC pack، Kasumi - Stolen Memory.                                        |
| MAG                                  | ۲۰۱۰            | پلی‌استیشن ۳                                                                                | ساخت موسیقی برای Raven faction.                                                               |
| استارکرافت ۲: بال‌های آزادی           | ۲۰۱۰            | رایانه شخصی                                                                                | موسیقی اضافی همراه لارنس جوبر، کریس ولاسکو و اینون زور                                        |
| آرتور و انتقام مالتازارد             | ۲۰۱۰            | پلی‌استیشن ۳، وی، رایانه شخصی                                                               | همراه جیسون گریوز.                                                                            |
| en:Tron: Evolution                   | ۲۰۱۰            | رایانه شخصی، پلی‌استیشن ۳، پلی‌استیشن همراه، ایکس‌باکس ۳۶۰                                    | همراه کریس ولاسکو و کوین مانتی                                                                |
| en:Warhammer 40٬000: Space Marine    | ۲۰۱۱            | رایانه شخصی، پلی‌استیشن ۳، ایکس‌باکس ۳۶۰                                                     | همراه کریس ولاسکو.                                                                            |
| en:Mass Effect 2: Arrival            | ۲۰۱۱            | رایانه شخصی، پلی‌استیشن ۳، ایکس‌باکس ۳۶۰                                                     |                                                                                               |
| مورتال کامبت                         | ۲۰۱۱            | پلی‌استیشن ۳، ایکس‌باکس ۳۶۰، پلی‌استیشن ویتا، رایانه شخصی                                     | همراه تاد هابرمن و کریس ولاسکو                                                                |
| The Agency                           | Unreleased      | پلی‌استیشن ۳، رایانه شخصی                                                                   |                                                                                               |
| فلز درهم‌تنیده                        | ۲۰۱۲            | پلی‌استیشن ۳                                                                                | همراه various others.                                                                         |
| Might & Magic: Duel of Champions     | ۲۰۱۲            | رایانه شخصی، پلی‌استیشن ۳، ایکس‌باکس ۳۶۰                                                     |                                                                                               |
| تأثیر فراگیر ۳                       | ۲۰۱۲            | رایانه شخصی، پلی‌استیشن ۳، ایکس‌باکس ۳۶۰، وی یو                                              | همراه سم هالیک، کریس لنرتز و کلینت منسل، همچنین ساخت موسیقی متن برای DLC pack، Leviathan.     |
| سرزمین‌های مرزی ۲                     | ۲۰۱۲            | رایانه شخصی، پلی‌استیشن ۳، پلی‌استیشن ویتا، ایکس‌باکس ۳۶۰، پلی‌استیشن ۴، ایکس‌باکس وان، انویدیا | همراه Raison Varner، کوین ریپل و جسپر کید.                                                    |
| بی‌عدالتی: خدایان میان ما             | ۲۰۱۳            | پلی‌استیشن ۳، وی یو، ایکس‌باکس ۳۶۰، رایانه شخصی، پلی‌استیشن ۴، پلی‌استیشن ویتا، موبایل         | همراه various others                                                                          |
| دئوس اکس: تفرقه بشر                  | ۲۰۱۶            | رایانه شخصی، پلی‌استیشن ۴، ایکس‌باکس وان                                                     | همراه مایکل مک‌کن، also scored the System Rift و A Criminal Past DLC packs.                    |
| تاریکی طولانی                        | ۲۰۱۷            | رایانه شخصی، ایکس‌باکس وان، پلی‌استیشن ۴                                                     |                                                                                               |
| تام کلنسی دیویژن ۲ (فصل ۹)           | ۲۰۲۲            | رایانه شخصی، پلی‌استیشن ۵، مجموعه ایکس‌باکس X                                                |                                                                                               |
| تکی/سایر                             |                 |                                                                                            |                                                                                               |
| عنوان                                | سال             | سیستم                                                                                      | توضیحات                                                                                       |
| Promo 2001                           | ۲۰۰۱            | آلبوم دیجیتالی                                                                             |                                                                                               |
| Music for Visual Media               | ۲۰۰۲            | آلبوم دیجیتالی                                                                             |                                                                                               |
| Doomsday                             | ۲۰۱۵            | آلبوم دیجیتالی                                                                             |                                                                                               |